# Hôtel de Clézieux
L’hôtel de Clézieux est un hôtel particulier situé à Moncontour, dans le département des Côtes-d'Armor.

## Histoire
Alors propriété du riche négociant Latimier du Clésieux, Lazare Hoche y séjourne lors de son séjour à Moncontour en mars 1795.
La façade et la toiture donnant sur la place font l’objet d’une inscription au titre des monuments historiques depuis le 18 décembre 1969.